# Royal Rumble (2012)
Cet article concerne l'édition 2012 du pay-per-view Royal Rumble . Pour toutes les autres éditions, voir Royal Rumble.
L'édition 2012 du Royal Rumble est la vingt-cinquième édition du Royal Rumble, une manifestation annuelle de catch (lutte professionnelle) télédiffusée et visible uniquement en paiement à la séance. L'événement, produit par la WWE, est le premier pay-per-view de l'année pour la fédération. Il s'est déroulé le 29 janvier 2012 au Scottrade Center de la ville de Saint-Louis, aux États-Unis,,.
Trois matchs, dont deux mettant en jeu les titres de la fédération, ont été programmés. Chacun d'entre eux est déterminé par des storylines rédigées par les scénaristes de la WWE ; soit par des rivalités survenues avant le pay-per-view, soit par des matchs de qualification en cas de rencontre pour un championnat. 
L'événement met en vedette les catcheurs des divisions Raw et SmackDown, créées en 2005 lors de la séparation du personnel de la WWE en deux promotions distinctes.

## Contexte
Les spectacles de la WWE en paiement à la séance sont constitués de matchs aux résultats prédéterminés par les scénaristes de la WWE. Ces rencontres sont justifiées par des storylines — une rivalité avec un catcheur, la plupart du temps — ou par des qualifications survenues dans les émissions de la WWE telles que Raw SuperShow, SmackDown et Superstars. Tous les catcheurs possèdent un gimmick, c'est-à-dire qu'ils incarnent un personnage gentil ou méchant, qui évolue au fil des rencontres. Un pay-per-view comme le Royal Rumble est donc un événement tournant pour les différentes storylines en cours.

### 30-man Royal Rumble match
Depuis 1993, le vainqueur du Royal Rumble gagne un match pour un des titres mondiaux de son choix lors de WrestleMania, deux mois plus tard.
Wade Barrett, Sheamus, Jinder Mahal, Heath Slater, Cody Rhodes, Hornswoggle et Santino Marella sont les 7 premiers participants annoncés lors du Raw du 9 janvier 2012, rejoints par Chris Jericho deux semaines plus tard. Le 23 janvier, The Miz perd un match contre R-Truth et est donc contraint d'entrer dans le Royal Rumble match en premier. La WWE annonce ensuite que Justin Gabriel, Brodus Clay, Drew McIntyre, Ted DiBiase, Hunico, William Regal, Yoshi Tatsu, Mick Foley, R-Truth, Kofi Kingston, Randy Orton, Mason Ryan y participeront aussi.
Lors d'un house show (retour de blessure due à Mark Henry) peu avant le pay-per-view, The Great Khali fait son retour et annonce que s'il gagne le Royal Rumble match, il demandera non pas un match de championnat mais un match contre Mark Henry à WrestleMania XXVIII.

### CM Punk contre Dolph Ziggler pour le WWE Championship
Lors du Raw du 26 décembre, Dolph Ziggler bat CM Punk dans un Gauntlet match à la suite d'une distraction du general manager par intérim de Raw, John Laurinaitis et obtient donc un match pour le championnat de la WWE lors du Raw du 2 janvier 2012. Le 2 janvier à Raw, Dolph Ziggler bat CM Punk par décompte à l'extérieur, mais ne remporte pas le titre. Toutefois, John Laurinaitis avait pourtant intervenu dans le match en faveur de Ziggler, en ayant distrait l'arbitre. Punk fait part de sa frustration à Laurinaitis et lui ordonne de ne plus jamais interférer dans ses matchs où son titre est en jeu. Finalement, Laurinaitis annonce le soir même que CM Punk affrontera de nouveau Dolph Ziggler pour le championnat de la WWE au Royal Rumble, mais cette-fois ci, avec John Laurinaitis en arbitre spécial.

### Daniel Bryan contre Big Show contre Mark Henry pour le World Heavyweight Championship
Lors du SmackDown du 20 janvier, Daniel Bryan devait défendre son titre au profit de Mark Henry dans un Lumberjack match. Lors du match, alors que tous les « bûcherons » se battaient entre eux, Daniel Bryan s'était enfui. Le manager général de SmackDown, Theodore Long, annonce que Bryan va défendre son titre au profit de Mark Henry et Big Show, mais cette fois-ci dans un Steel Cage match.

### Kane contre John Cena
Lors des Slammy Awards 2011, Kane effectue son retour. Il interrompt le main event entre John Cena et Mark Henry en attaquant Cena. Au cours des semaines qui suivirent, Kane attaque à plusieurs reprises, considérant qu'il ment avec le logo de son t-shirt "Rise Above Hate"(Surmonte ta Haine), en affirmant que la haine est naturelle et insurmontable.
Lors du Raw SuperShow du 16 janvier, John Laurinaitis annonce que John Cena affrontera Kane au Royal Rumble.

## Tableau des matchs
| #                                                                | Match | Stipulation                                                                                         | Durée |
| ---------------------------------------------------------------- | --- | --------------------------------------------------------------------------------------------------- | ----- |
| Dark                                                             | Yoshi Tatsu bat Heath Slater.                                                                                        | Match simple.                                                                                       | 4:00  |
| 1                                                                | Daniel Bryan (c) bat Big Show et Mark Henry.                                                                         | Triple Threat Steel Cage match pour le championnat du monde poids lourds de la WWE.                 | 9:08  |
| 2                                                                | Beth Phoenix, Natalya et les Bella Twins (Brie Bella et Nikki Bella) battent Kelly Kelly, Eve, Alicia Fox et Tamina. | 8-Diva Tag Team Match.                                                                              | 5:29  |
| 3                                                                | John Cena contre Kane finit par double décompte à l'extérieur.                                                       | Match simple.                                                                                       | 10:56 |
| 4                                                                | Brodus Clay bat Drew McIntyre.                                                                                       | Match simple.                                                                                       | 1:05  |
| 5                                                                | CM Punk (c) bat Dolph Ziggler.                                                                                       | Match simple pour le championnat de la WWE (John Laurinaitis comme arbitre spécial).                | 14:30 |
| 6                                                                | Sheamus l'emporte en éliminant en dernier Chris Jericho.                                                             | 30-man Royal Rumble match (Le vainqueur gagne une place dans le main event de WrestleMania XXVIII). | 54:55 |
| (c) désigne le(s) champion(s) défendant son titre dans le match. | | |       |

## Déroulement

### Entrées et éliminations du Royal Rumble match
Le rouge ██ indique un participant de Raw, le bleu ██ un participant de SmackDown et le vert ██ un invité exceptionnel.
| Ordre d’entrée | Entrant           | Ordre d’élimination | Éliminé par                      | Temps |
| -------------- | ----------------- | ------------------- | -------------------------------- | ----- |
| 1              | The Miz           | 25                  | The Big Show                     | 45:39 |
| 2              | Alex Riley        | 1                   | The Miz                          | 1:15  |
| 3              | R-Truth           | 2                   | The Miz                          | 4:57  |
| 4              | Cody Rhodes       | 24                  | The Big Show                     | 41:55 |
| 5              | Justin Gabriel    | 4                   | Mick Foley et Ricardo Rodriguez  | 7:42  |
| 6              | Primo             | 3                   | Mick Foley                       | 1:57  |
| 7              | Mick Foley        | 8                   | Cody Rhodes                      | 6:34  |
| 8              | Ricardo Rodriguez | 5                   | Santino Marella                  | 2:19  |
| 9              | Santino Marella   | 7                   | Cody Rhodes                      | 2:31  |
| 10             | Epico             | 6                   | Mick Foley                       | 0:11  |
| 11             | Kofi Kingston     | 18                  | Sheamus                          | 17:55 |
| 12             | Jerry Lawler      | 9                   | Cody Rhodes                      | 0:43  |
| 13             | Ezekiel Jackson   | 11                  | The Great Khali                  | 3:46  |
| 14             | Jinder Mahal      | 10                  | The Great Khali                  | 1:17  |
| 15             | The Great Khali   | 14                  | Cody Rhodes et Dolph Ziggler     | 7:29  |
| 16             | Hunico            | 16                  | Kharma                           | 9:00  |
| 17             | Booker T          | 13                  | Cody Rhodes et Dolph Ziggler     | 4:40  |
| 18             | Dolph Ziggler     | 26                  | The Big Show                     | 19:46 |
| 19             | Jim Duggan        | 12                  | Cody Rhodes                      | 0:57  |
| 20             | Michael Cole      | 15                  | Booker T, Jerry Lawler et Kharma | 1:23  |
| 21             | Kharma            | 17                  | Dolph Ziggler                    | 1:00  |
| 22             | Sheamus           | -                   | VAINQUEUR                        | 22:21 |
| 23             | Road Dogg         | 19                  | Wade Barrett                     | 4:55  |
| 24             | Jey Uso           | 20                  | Randy Orton                      | 7:05  |
| 25             | Jack Swagger      | 23                  | The Big Show et Sheamus          | 7:59  |
| 26             | Wade Barrett      | 21                  | Randy Orton                      | 3:55  |
| 27             | David Otunga      | 22                  | Chris Jericho                    | 3:15  |
| 28             | Randy Orton       | 28                  | Chris Jericho                    | 5:46  |
| 29             | Chris Jericho     | 29                  | Sheamus                          | 11:34 |
| 30             | The Big Show      | 27                  | Randy Orton                      | 1:51  |